# وارن إف. (بيت) ميلر الابن
وارن فليتشر «بيت» ميلر الابن (بالإنجليزية: Warren Fletcher "Pete" Miller Jr.) (من مواليد 17 مارس من العام 1943) هو مهندس نووي أمريكي اشتُهر بعمله في مجالات الفيزياء الحاسوبية، وإدارة المخلفات الإشعاعية، ونظرية الانتقال، وتصميم وتحليل المفاعلات النووية، وإدارة برامج التطوير والبحث النووي.
شغل ميلر منصب مساعد وزير الطاقة للطاقة النووية في عهد وزير الطاقة ستيفن تشو والرئيس باراك أوباما في عامي 2009 و2010. بصفته مساعد الوزير، كان ميلر مسؤولًا عن كل برامج ونشاطات مكتب الطاقة النووية.
قبل عام 2009، شغل ميلر مناصب إدارية عليا في مختبر لوس ألاموس الوطني (1974 – 2001)، بالإضافة إلى اشتغاله في جامعة نيو مكسيكو، وجامعة ميشيغان، وجامعة هاورد، وجامعة كاليفورنيا (بركلي)، وجامعة نورث وسترن.

## نشأته وتعليمه
وُلد ميلر في شيكاغو، إلينوي لِوارن إف. ميلر الأب، الذي كان حلّابًا، وهيلين روبنسون ميلر، الأمين العام لجامعة شيكاغو. ارتاد المدرسة في منطقة إنغلوود الإدارية جنوب المدينة، حيث تفوق أكاديميًا كما تفوق في هيئة تدريب الضباط الاحتياطيين. في عام 1955، في الصيف التالي لسنته الدراسية الخامسة، قُتل أحد رفاقه في الصف، شاب في الرابعة عشرة من عمره اسمه إيميت تيل، على يد رجلين أبيضين إبّان زيارته لأقربائه لأمه في مسيسيبي. أثرت وفاة تيل على ميلر تأثيرًا شخصيًا عميقًا.
واصل ميلر وارتاد الأكاديمية العسكرية الأمريكية في ويست بوينت، نيويورك، في فترة قُبل فيها القليل جدًا من الأفارقة الأمريكيين في المؤسسة. بعد تخرجه في عام 1964 بدرجة بكالوريوس العلوم في علوم الهندسة، تلقى ميلر تدريبًا إضافيًا في مدرستي المظليين والجوالين التابعتين للجيش، متبوعًا بتعيينه قائد وحدة دفاع جوي وصواريخ في منطقة لوس أنجلس الكبرى. استمر ميلر وارتاد مدرسة إمداد وتموين الجيش، وفي خاتمة تدريبه، أتم ميلر – وكان نقيبًا وقتها – جولة مدتها ثلاثة عشر شهرًا في فيتنام، حيث أُجيز بالنجمة البرونزية لجدارة أدائه في ساحة المعركة. بعد فيتنام، عاد ميلر إلى كاليفورنيا، حيث تابع خدمته العسكرية بصفة ضابط لوجستيات في قاعدة بريسيديو العسكرية في سان فرانسيسكو.
بعد تركه الجيش في عام 1969، قُبل ميلر في جامعة نورث وسترن، حيث حاز على كل من درجتي الماجستير والدكتوراه في علوم الهندسة؛ في أعقاب ذلك، بقي في جامعة نورث وسترن لفترة وجيزة بصفة أستاذ مساعد في قسم علوم الهندسة.

## حياته المهنية وأبحاثه

### مختبر لوس ألاموس الوطني
في عام 1974، انضم ميلر إلى مختبر لوس ألاموس الوطني (إل أيه إن إل)، وهو أحد المختبرات الوطنية التابعة لوزارة الطاقة الأمريكية، حيث أمضى السبعة والعشرين عامًا التالية من حياته المهنية.
خلال مدة عمله في إل أيه إن إل، شغل ميلر مناصب قيادية وبحثية مختلفة من بينها نائب المدير المعاون للبرامج النووية، ومدير المختبر المعاون لبرامج الطاقة، ونائب مدير المختبر للعلوم والتكنولوجيا. كان تطوير التنوّع في بيئة العمل قضية جوهرية بالنسبة لميلر أثناء وجوده في لوس ألاموس أيضًا، بصفته مديرًا للتنوّع، حث المختبر على تجنيد مزيد من علماء الأقليات ولعب دور مرشد لغيره من الموظفين الملونين. تقاعد ميلر من إل أيه إن إل في عام 2001.
بالتزامن مع عمله في إل أيه إن إل، تعيّن ميلر في عدة جامعات، من بينها جامعة كاليفورنيا (بيركلي)، وجامعة ميشيغان، ولعب دورًا في عدد كبير من اللجان الوطنية من بينها لجنة الاستشارة البحثية في قسم الطاقة النووية في وزارة الطاقة، وشعبة علوم الأرض والحياة في المجلس الوطني للأبحاث (إن آر سي)، والهيئة الإدارية للدراسات النووية والإشعاعية في المجلس الوطني للأبحاث، ولجنة بحث وتطوير جودة البيئة طويل الأمد التابعة للمجلس الوطني للأبحاث.